# Huszti András (labdarúgó)
Huszti András (Pécs, 2001. január 29. –) magyar labdarúgó, a Zalaegerszegi TE játékosa.

## Pályafutása

### Klubcsapatokban
Huszti a PMFC, a Kozármisleny és az Illés Béla Labdarúgó Akadémián nevelkedett. 2018 és 2019 között a másodosztályú Tiszakécske csapatánál futballozott. 2019 nyarán igazolta le a Puskás Akadémia. A magyar élvonalban 2019. november 2-án mutatkozott be egy Budapest Honvéd elleni mérkőzésen. 2020 nyarán egy évre az első osztályban újonc Budafok csapatáhpz került kölcsönbe. A végül kieső budafoki csapatban 25 élvonalbeli találkozón lépett pályára a 2020–2021-es szezonban. A 2021–2022-es idényt megelőzően a Zalaegerszeg vette kölcsön, majd a szezon végén végleg megvásárolták. 2024. február 14-én kölcsönbe került az idény végéig az Újpest FC csapatához.

### A válogatottban
Többszörös magyar utánpótlás-válogatott. 2021 márciusában Gera Zoltán szövetségi edző nevezte őt a 2021-es U21-es labdarúgó-Európa-bajnokságon szereplő magyar válogatott keretébe.

## Sikerei, díjai

### Klubcsapatokkal
Zalaegerszeg
- Magyar kupagyőztes: 2022–23